# Jean-Marc Ferreri
Jean-Marc Ferreri (Charlieu, Francia, 26 de diciembre de 1962) es un exfutbolista y actual dirigente deportivo francés de ascendencia italiana. En su etapa como jugador profesional se desempeñaba como centrocampista ofensivo. Actualmente es vicepresidente del Pays d'Aix Football Club.

## Selección nacional
Fue internacional con la selección de fútbol de Francia en 37 ocasiones y convirtió 3 goles. Fue campeón de la Eurocopa 1984. También formó parte de la selección que obtuvo el tercer lugar en la Copa del Mundo de 1986.

### Participaciones en Copas del Mundo
| Mundial                        | Sede   | Resultado    | Partidos | Goles |
| ------------------------------ | ------ | ------------ | -------- | ----- |
| Copa Mundial de Fútbol de 1986 | México | Tercer lugar | 4        | 1     |

### Participaciones en Eurocopas
| Copa          | Sede    | Resultado | Partidos | Goles |
| ------------- | ------- | --------- | -------- | ----- |
| Eurocopa 1984 | Francia | Campeón   | 2        | 0     |

## Clubes
| Equipo                | País    | Año       |
| --------------------- | ------- | --------- |
| AJ Auxerre            | Francia | 1978-1986 |
| Girondins de Burdeos  | Francia | 1986-1991 |
| AJ Auxerre            | Francia | 1991-1992 |
| Olympique de Marsella | Francia | 1992-1993 |
| FC Martigues          | Francia | 1993-1994 |
| Olympique de Marsella | Francia | 1994-1996 |
| Sporting Toulon Var   | Francia | 1996-1997 |
| FC Zürich             | Suiza   | 1997-1998 |
| Saint-Denis Saint-Leu | Francia | 1998      |

## Palmarés

### Campeonatos nacionales
| Título                  | Equipo                | País    | Año  |
| ----------------------- | --------------------- | ------- | ---- |
| Division 2              | AJ Auxerre            | Francia | 1980 |
| Copa Gambardella        | AJ Auxerre (reserva)  | Francia | 1982 |
| Challenge des Champions | Girondins de Burdeos  | Francia | 1986 |
| Division 1              | Girondins de Burdeos  | Francia | 1987 |
| Copa de Francia         | Girondins de Burdeos  | Francia | 1987 |
| Division 2              | Olympique de Marsella | Francia | 1995 |

### Copas internacionales
| Título                       | Equipo                | Sede              | Año  |
| ---------------------------- | --------------------- | ----------------- | ---- |
| Eurocopa                     | Francia               | Francia           | 1984 |
| Liga de Campeones de la UEFA | Olympique de Marsella | Múnich (Alemania) | 1993 |

### Distinciones individuales
| Distinción                                                   | Año  |
| ------------------------------------------------------------ | ---- |
| Máximo goleador de la Copa de Campeones de Europa (ex aequo) | 1988 |